# Aguada Guzmán
Aguada Guzmán es una localidad del Departamento El Cuy, provincia de Río Negro, al norte de la Patagonia argentina. 
Su único acceso, es a través de la ruta provincial 74 de camino de tierra, la cual es transitable con precaución.

## Población
Contó con 110 habitantes (Indec, 2010), lo que representó un descenso del 5 % frente a los 117 habitantes (Indec, 2001) del censo anterior.
El censo 2022 arrojó 115 viviendas con una población estable de 171 habitantes en la comisión de fomento.
| Gráfica de evolución demográfica de Aguada Guzmán entre 1991 y 2022 |
|                                                                     |
| Fuente: Censos nacionales del INDEC                                 |

## Ecología
Es una meseta árida, con precipitaciones entre 100 y 250 mm, con un clima templado frío, vientos muy fuertes y persistentes; el tipo de vegetación dominante es la estepa arbustiva y herbácea: arbustos achaparrados de menos de un metro de altura, asociados con gramíneas y plantas herbáceas con baja producción de materia seca (forraje) lo que determina baja receptividad animal; los suelos están escasamente desarrollados y son lábiles, con su superficie parcialmente desnuda (la cobertura vegetal no supera el 50 %).

## Economía
Los hábitos de producción y sistemas de producción ganaderos son extensivos o muy extensivos; las majadas son pequeñas, de 330 animales en promedio, en su mayoría de ovejas y en menor medida de cabras. Existe una escasa diversificación productiva, lo que determina un monocultivo; los predios son de propiedad fiscal —de 2.000 hectáreas en promedio— y con escaso o nulo aparcelamiento.